# 伊敏生
伊敏生（1506年—？），字子蒙，號山泉，直隸應天府上元縣匠籍，蘇州府吳縣人，明朝政治人物。

## 生平
嘉靖四年（1525年）乙酉科應天鄉試第二十六名舉人，八年己丑科會試第四十四名，未殿试，十一年（1532年）中式壬辰科三甲第一百七十五名進士。都察院觀政，授浙江慈谿縣知縣，不到三月，有神君伊父之謠。丁外艱，補臨安縣，以清惠著稱。十九年（1540年）選授江西道試監察御史，二十年（1541年）實授，首論嚴嵩，巡按甘肅，劾仇鸞，并陳邊事，並蒙採納。再按湖廣，值楚世子朱英燿弑逆，指揮甘玉海告變，敏生暗中擒治，查明交給欽差太監和法司官員，將楚世子明正典刑。值大旱，敏生設法救濟，民多全活，奉旨褒嘉，又靖華陽洞叛獠。及按江西，有省祭官奏於小孤山得獻皇帝御製碑，上命建祠，置碑山巔，敏生抗疏，認為當恤民力，從之。二十七年（1548年）二月出為山東按察司副使、曹濮兵備，升山西布政使司參政。值酋虜猖獗，調兵戍邊，以勢迫脅，敏生遂暴卒，卒後始聞擢參政之草命。

## 家族
曾祖伊溥，封刑部主事；祖父伊乘，四川按察司僉事；父伊伯熊，府同知。前母周氏；母傅氏。具慶下。兄伊大生、伊直生，弟伊魯生。子伊在庭。